# Metal Mirror
Metal Mirror ist eine englische New-Wave-of-British-Heavy-Metal-Band aus London, die 1979 gegründet wurde, sich 1982 auflöste und seit 2014 wieder aktiv ist. Früher hatte sich die Band kurzzeitig in Mirror umbenannt.

## Geschichte
Die Band wurde im Jahr 1979 gegründet. Nachdem 1980 die Single Rock an' Roll Ain't Never Gonna Leave Us, mit dem Lied English Booze als B-Seite, bei dem bandeigenen Label M + M Records veröffentlicht worden war, folgten die ersten lokalen Auftritte, bei denen weitere Lieder wie Cazy oder Never More gespielt wurden. Während dieser Zeit probte die Gruppe intensiv und schrieb fast 20 Lieder. Zudem wurde Heavy Metal Records auf Metal Mirror aufmerksam. Daraufhin war die Band 1981 auf dessen Sampler Heavy Metal Heroes mit dem Lied Hard Life zu hören. Ihr Beitrag hatte jedoch nur wenig positive Resonanz. Nachdem Mick Green als neuer Schlagzeuger zur Band gekommen war, kam es 1982 darauf zur Auflösung. Die Band hatte in ihrer Schaffenszeit nur rund 30 Konzerte gespielt. Aufgrund der Auflösung blieb das geplante Debütalbum Commit No Nuisance, wofür schon die zwei Lieder Commit No Nuisance und Mean Liar aufgenommen worden waren, unveröffentlicht. Zwischenzeitlich hatte die Band ihren Namen auf Mirror verkürzt. Der Gitarrist Chris Haggerty verstarb im Jahr 2004. Anfang 2006 meldete sich die Band mit den zwei Live-Alben I und II zurück, die aus Aufnahmen von einem Konzert in London im Jahr 1981 bestehen. Die Tonträger waren jeweils auf eine Stückzahl von 500 Stück begrenzt. 2006 hatte sich die Band jedoch noch nicht wieder reaktiviert, dies entpuppte sich nur als Gerücht. Erst ab Anfang 2014 war die Band wieder aktiv. Die 2014er Kompilation III enthält alle Studioaufnahmen, die die Band von 1979 bis 1982 gemacht hat. Jedoch wurden Aufnahmen von Live-Auftritten und Proben aufgrund der schlechten Qualität nicht verwendet, weshalb Lieder wie Not You Again, Get Down and Play It Hard, High on the Hill, Fast Cars and Fast Bikes, Metal Mirror, One Way Ticket to Hell, Angel of Death und Queen of the Street nicht enthalten sind. In den Jahren 2006 und 2014 erschienen zwei Live-Alben und eine Kompilation via High Roller Records, die auch vergleichbare Releases auch von ähnlich gelagerten Bands wie Axis oder Jaguar auf den Markt gebracht haben. Für 2015 war ein Auftritt auf dem Brofest geplant, jedoch musste die Gruppe ihre Teilnahme aufgrund einer Rippenverletzung Vagges' absagen.

## Stil
Laut Malc Macmillan in seinem Buch The N.W.O.B.H.M. Encyclopedia spielt die Band auf der ersten Single geradlinigen Heavy Metal. Die Musik erinnere an Scorpio, Raw Deal und frühe Tygers of Pan Tang. Der Gesang klinge wie eine metallischere Version von Marc Bolan. Der Samplerbeitrag gehe in dieselbe Richtung und verblasse im Gegensatz zu Werken von Bands wie Jaguar, Witchfinder General, Grim Reaper oder Bitches Sin. Jürgen Hegewald bezeichnete in NWoBHM New Wave of British Heavy Metal The glory Days Metal Mirror als typische NWoBHM-Band, die typisch britischen Hard Rock spiele, der rau und relativ einfach gespielt sei. Auf hrrecords.de gab Vagges an, dass Gary Hitchens durch Van Halen, Paul Butterworth durch Led Zeppelin und Judas Priest, Chris Haggerty durch Michael Schenker, er selbst durch AC/DC und Ian Thompson generell durch Heavy Metal und Hard Rock beeinflusst wurden.
Marc Halupczok vom Metal Hammer schrieb zur Kompilation III, dass der Sound größtenteils roh gehalten sei. Die Musik besitze eine punkige Energie und erinnere an die frühen Iron Maiden.

## Diskografie
- 1980: Rock an' Roll Ain't Never Gonna Leave Us (Single, M + M Records)
- 1981: 1981 Demo (Demo, Eigenveröffentlichung)
- 2006: I (Live-Album, High Roller Records)
- 2006: II (Live-Album, High Roller Records)
- 2014: III (Kompilation, High Roller Records)